# Plaza de toros de Cuéllar
La plaza de Toros de Cuéllar es la sede de las corridas de toros que se realizan en la villa segoviana de Cuéllar (Castilla y León), teniendo especial relevancia para los aficionados las que se celebran durante los Encierros de Cuéllar. Es propiedad del Ayuntamiento de Cuéllar, que se encarga de la gestión de los eventos, tiene un aforo de 5985 espectadores y es de tercera categoría.

## Historia
Fue construida en tres fases diferentes entre los años 1958 y 1960, sustituyendo al antiguo coso que desde la Edad Media se instalaba en la plaza Mayor. El diseño fue obra de Elías Heredia Madrigal, entonces arquitecto municipal, y tuvo un coste final presupuestado de 1 877 382 pesetas. Sin haber terminado la tercera y última fase, se utilizó para los festejos del año 1959, siendo inaugurada oficialmente en agosto de 1961 con un festejo a cargo del rejoneador Josechu Pérez de Mendoza y el torero Clemente Castro Luguillano.
Ha sufrido a lo largo de sus más de cincuenta años de vida, muy pocas reformas en su estructura. La última de ellas y más importante se llevó a cabo en el año 2009, con motivo del 50 aniversario, en la que se intervino en el exterior del edificio, acondicionamiento del interior y la construcción de una nueva presidencia.
Además de la feria taurina con motivo de los encierros de Cuéllar, es lugar de celebración para otro tipo de espectáculos culturales y de entretenimiento a lo largo del año.